# Talara (provincie)
Talara is een van de acht provincies in de regio Piura in Peru. De provincie heeft een oppervlakte van 2.799 km² en heeft 132.695 inwoners (2015). De hoofdplaats van de provincie is het district Pariñas; dit district vormt eveneens de stad  (ciudad)  Talara.
De provincie grenst in het noorden aan de regio Tumbes, in het oosten aan de provincie Sullana, in het zuiden aan de provincie Paita en in het westen aan de Stille Oceaan.

## Bestuurlijke indeling
De provincie Talara is onderverdeeld in zes districten, UBIGEO tussen haakjes:
- (200702) El Alto
- (200703) La Brea
- (200704) Lobitos
- (200705) Los Organos
- (200706) Mancora
- (200701) Pariñas, hoofdplaats van de provincie en vormt de stad (ciudad) Talara

Ayabaca · Huancabamba · Morropón · Paita · Piura · Sechura · Sullana · Talara